# Blercourt
Blercourt is een plaats in het Franse departement Meuse in de gemeente Nixéville-Blercourt.
Op 1 januari 1973 fuseerde Blercourt met Nixéville tot de gemeente Nixéville-Blercourt. Deze gemeente maakte deel uit van het kanton Souilly tot het op 22 maart 2015 werd opgeheven en de gemeenten werden opgenomen in het op diezelfde dag gevormde kanton Dieue-sur-Meuse.